# هيرمان هاغن
هيرمان هاغن هو موظف مدني نرويجي، ولد في 1918، وتوفي في 18 يونيو 2011.